# 1910 no Brasil
Esta é uma cronologia dos fatos acontecimentos de ano 1910 no Brasil.

## Incumbentes
- Presidente do Brasil - Nilo Peçanha (14 de junho de 1909 - 15 de novembro de 1910)
- Presidente do Brasil - Hermes da Fonseca (15 de novembro de 1910 - 15 de novembro de 1914)

## Eventos
- 7 de janeiro: O primeiro voo da América Latina ocorre com um monoplano pilotado pelo industrial francês Demetrie Sensaud de Lavaud na cidade de Osasco, no estado de São Paulo.[1][2][3]
- 1 de março: Hermes da Fonseca é eleito presidente do Brasil na eleição presidencial direta.
- 5 de junho: É fundada a primeira sala da Congregação Cristã no Brasil, em Santo Antônio da platina, por Luigi Francescon
- 20 de julho: O Serviço de Proteção aos Índios é criado pelo Decreto n° 8.072.[4][5]
- 1 de Setembro: É fundado o SC Corinthians Paulista
- 19 de novembro: Assembleia de Deus chega ao Brasil
- 22 de novembro: Revolta da Chibata
- 21 de dezembro: A faixa presidencial é instituída pelo Decreto n° 2299, firmado pelo presidente Hermes da Fonseca.

## Nascimentos
- 1 de janeiro: José Augusto Brandão, futebolista (m. 1989).
- 6 de janeiro: Brandão Filho, ator (m. 1998).
- 4 de março: Tancredo Neves, eleito presidente do Brasil sem tomar posse (m. 1985).
- 2 de abril: Francisco Cândido Xavier, médium espírita (m. 2002).
- 3 de maio: Aurélio Buarque de Holanda Ferreira, lexicógrafo (m. 1989).
- 9 de junho: Patrícia Rehder Galvão, escritora e jornalista brasileira (m. 1962).

## Mortes
- 17 de janeiro: Joaquim Nabuco, político, jornalista, historiador, abolicionista e diplomata (n. 1849).
- 15 de março: Dom Antônio Manoel de Castilho Brandão, bispo (n. 1849).
- 10 de setembro: José Joaquim Ferreira Rabelo, político (n. 1832).